# Торн (комплекс РЕБ)
«Торн» — російський комплекс радіоелектронної розвідки. Застосовувався російськими військами у війні на Донбасі.

## Опис
Призначений для пошуку, експрес-аналізу та реєстрації сигналів у діапазоні 1,5-3000 МГц, а також пеленгування та місцевизначення кутомірним методом їхніх джерел, що знаходяться на віддаленні до 70 км. Дальність дії в УКХ-діапазоні сягає до 30 км, а у КХ-діапазоні — до 70 км.
Апаратура комплексу «Торн-МДМ» розміщена в кузові-фургоні на шасі вантажного автомобіля типу «КамАЗ-5350». Комплекс може застосовуватись автономно або у складі пеленгаторної системи (два i більше однотипних виробів).
До складу комплексу входять:
- апаратна машина;
- пост пеленгування в діапазоні ВЧ;
- пост пеленгування в діапазоні дуже високих частот (ДВЧ) та ультрависоких частот (УВЧ);
- пост радіоперехоплення в діапазоні ДВЧ та УВЧ, який забезпечує проведення аналізу протоколів управління та обміну інформацією у телекомунікаційних системах, а також багатоканальне радіоперехоплення у пейджерних, стільникових та транкінгових мережах;
- апаратура зв'язку та навігації, включаючи два комплекти апаратури зв'язку (апаратура передачі даних WaveLine, частотний діапазон 2,4 ГГц),
- два комплекти апаратури оперативно-командного зв'язку (радіостанція IC-F1020, частотний діапазон 140—170 МГц),
- приймач навігаційних сигналів.[2]

## Бойове застосування

### Російсько-українська війна
У вересні 2015 року виявлено два комплекси «Торн» в Донецьку — в районі ДАП (Донецьк, вул. Злітна, 11а), та біля стели на виїзді з міста.
У жовтні 2015 року комплекс «Торн» зафіксований на базі бойовиків «Спарти».
11 лютого 2019 року звіт СММ ОБСЄ зазначав, що 10 лютого БПЛА місії зафіксував комплекс «Торн» на шасі вантажівки КамАЗ в районі с. Новогригорівка під Дебальцевим.
11 червня 2019 року звіт СММ ОБСЄ зазначав, що 8 червня БПЛА місії зафіксував комплекс «Торн» на шасі вантажівки КамАЗ біля житлового будинку в с. Новогригорівка під Дебальцевим.
29 червня 2019 року українськими військовими поблизу Майорове (Донецька область) було знищено російський комплекс «Торн-МДМ». Окрім знищення дороговартісного обладнання відомо про ліквідацію двох бійців та 3 поранених. Вже в перших числах липня відео, зняте з українського БПЛА, було поширене в Інтернеті. Разом з комплексом «Торн-МДМ» імовірно було знищено станцію постановки радіоелектронних перешкод Р-330Ж «Житель».
В січні 2021 року група «ІнформНапалм» опублікувала відео російського комплексу «Торн» відзняте в січні 2019 року в окупованій Макіївці.
17 березня 2022 року під час російського вторгнення в Україну, українськими військовими була захоплена російська станція «Торн-МДМ».